# Springfield (Comtat de Delaware)
Springfield Township, o senzillament Springfield, és un municipi dins del Comtat de Delaware a l'estat dels EUA de Pennsilvània. La població era 24,211 al 2010 cens. Springfield és un suburbi de Filadèlfia, localitzat aproximadament 10 milles (16 km) a l'oest de la ciutat.

## Geografia
Springfield està localitzada al Comtat de Delaware oriental a 39° 55′ 37″ N, 75° 20′ 7″ O / 39.92694°N,75.33528°O / / 39.92694; -75.33528 (39.926961, -75.335231). Segons l'Agència de Cens dels Estats Units, el municipi té una àrea total de 6.34 milles quadrades (16.42 km²), del qual 6.32 milles quadrades (16.37 km²) és terra i 0.02 milles quadrades (0.05 km²), o 0.28%, és aigua. A la frontera nord-oriental del municipi hi ha Darby Cala, i a la frontera occidental hi ha Crum Cala.

### Municipis adjacents
- Haverford Township, Comtat de Delaware - al nord
- Darby superior Township, Comtat de Delaware - a l'est
- Ridley Township, Comtat de Delaware - al sud
- Morton Burg, Comtat de Delaware - al sud
- Swarthmore Burg, Comtat de Delaware - al sud-oest. (Un enclavament petit de Springfield Township està localitzat al sud de Swarthmore Boro).
- Nether Providència Township, Comtat de Delaware - al sud-oest
- Marple Township, Comtat de Delaware - al nord-oest

## Demografia
Al de Cens 2010, la composició racial del municipi era 93.4% Blanc, 1.7% americà africà, 0.1% americà Natiu, 3.8% Asiàtic, 0.2% d'altres curses, i 0.8% de dos o més races. Hispànic o Latino de qualsevol raça era 1.1% de la població . Arxivat 2017-09-17 a Wayback Machine.

## Educació

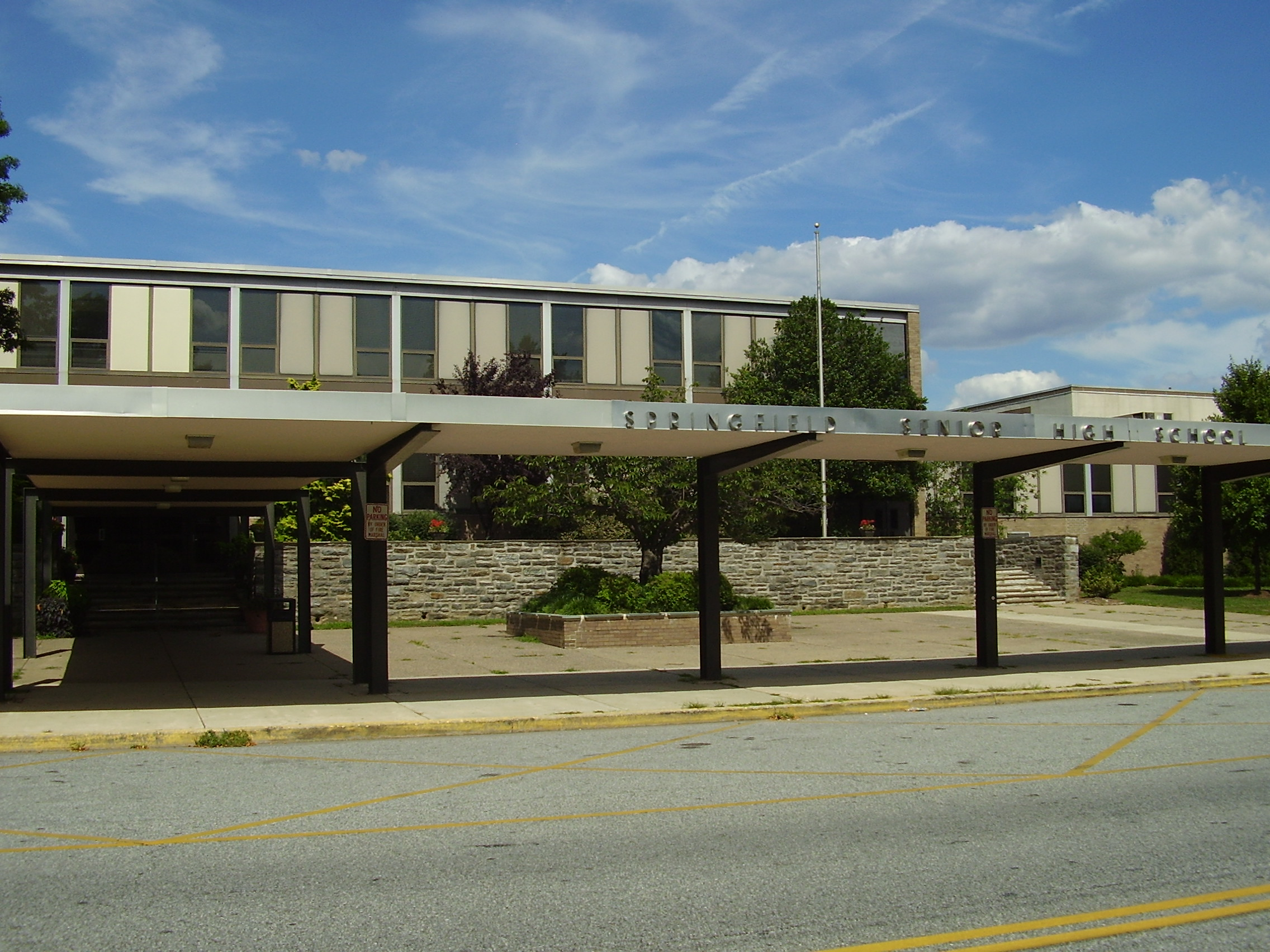
Springfield High School

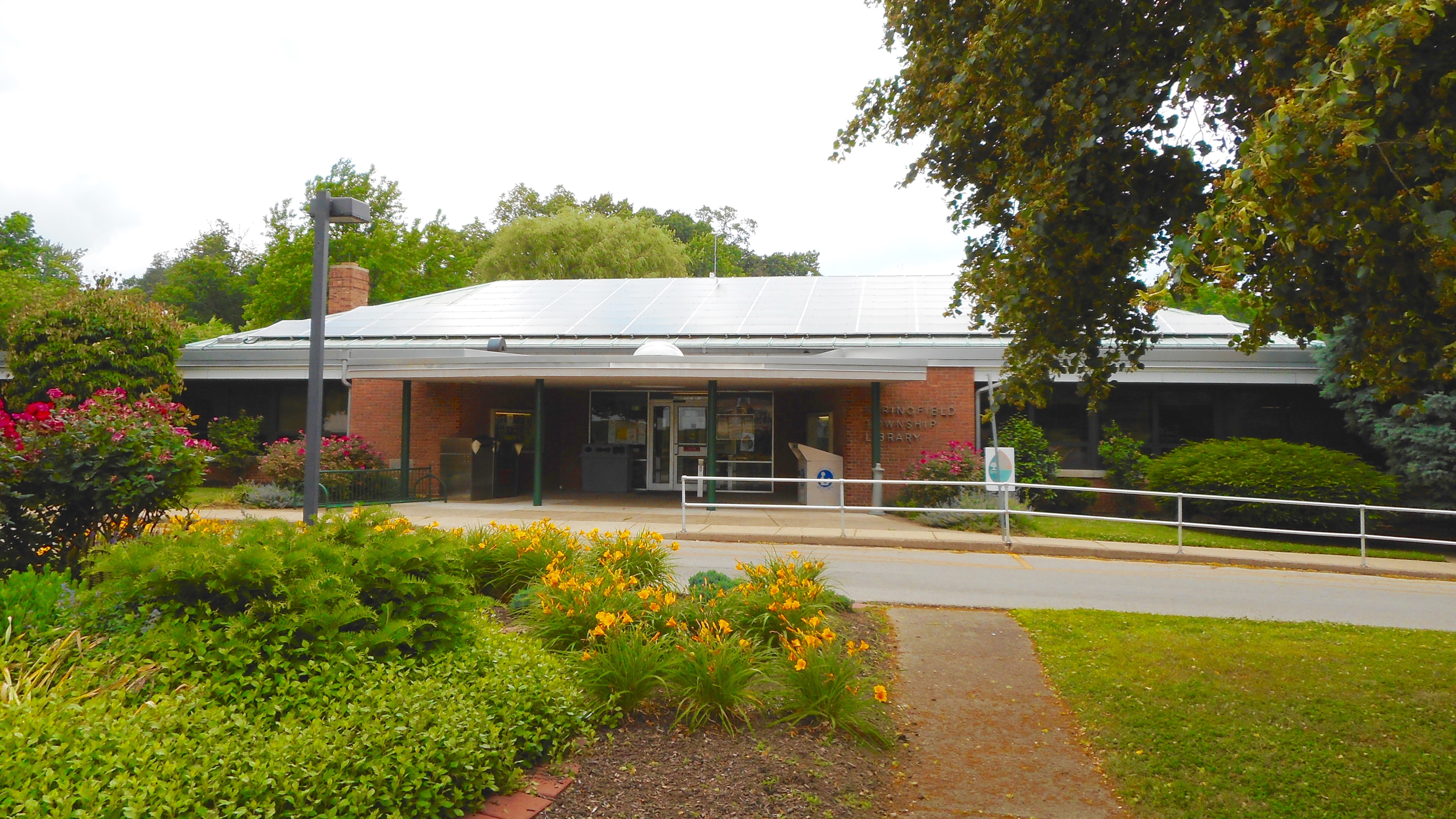
Biblioteca

Els alumnes de Springfield assisteixen a escoles dintre del Districte Escolar de Springfield.
Escoles públiques:
- Springfield Literacy Center - guarderia estudiants de primer grau del districte escolar
- Scenic Hills School - estudiants entre els graus 2 i 5
- Harvey C. Sabold School - estudiants entre els graus 2 i 5
- E. T. Richardson Middle School- tots els estudiants dels graus 6, 7, i 8 del districte escolar (aproximadament 900 estudiants)
- Springfield High School - tots els estudiants en graus 9 a través de 12 en el districte escolar (aproximadament 1,200 estudiants)

Escoles Privades o Religioses:
- Holy Cross - escola catòlica - estudiants en graus K-8 (5-14 anys)
- St. Francis of Assisi - escola catòlica - estudiants en graus K-8 (5-14 anys)
- St. Kevin School - (tancada) escola de grau catòlic - en actiu de 1967- 2011.
- Catolic High School - Cardinal O'Hara Institut - estudiants en graus 9-12

## Història
Primer lloc on es va instal·lar quàquers que va arribar a Pennsilvània amb William Penn, Springfield va ser la primer entitat governamental a ser reconeguda el 1686.
Per la data del signat de la Declaració d'Independència el 1776 aproximadament 300 persones residien a Springfield.
Pel segle XIX Springfield havia esdevingut més industrialitzat. Aprofitant els seus múltiples rierols, els habitants van aixecar molts molins.
Springfield té tres ciutats agermanades: Lisboa (Portugal), Lima (Perú), i Vancouver, Canadà).

## Persones Famoses
- Joey DeFrancesco, organista de jazz
- Robert W. Edgar, Congressista dels EUA
- Robert Hazard, músic de rock
- Tom Keifer, músic de rock en la banda Cinderella
- Al Martino, cantant, actor de pel·lícula
- John Pinette, Actor i comediant
- Joe Sestak, Almirall de tres estrelles (retirat 2005) i Congressista dels EUA
- Benjamin Oest, pintor
- Lawrence G. Williams, Congressista dels EUA